# Spinacia
Spinacia és un gènere dins de la família de les amarantàcies.

## Descripció
Taxonòmicament el gènere Spinacia pertanyia a l'antiga família de les quenopodiàcies i és molt pròxim als gèneres Chenopodium i Beta (planta).
És el gènere de l'espinac, una planta comestible molt coneguda.

## Taxonomia
N'hi ha tres, tot i que segons certs autors només hi ha una, la (Spinacia oleracea):
- Spinacia oleracea - espinac
- Spinacia tetrandra
- Spinacia turkestanica